# اویانگ کانپنگ
اویانگ کانپنگ (به انگلیسی: Ouyang Kunpeng) (زادهٔ ۱۹ نوامبر ۱۹۸۲) شناگر اهل چین است.